# The Joy of Painting
The Joy of Painting là một chương trình truyền hình Mỹ với thời lượng 30 phút của họa sĩ Bob Ross. Chương trình phát sóng từ ngày 11 tháng 1 năm 1983 cho đến ngày 17 tháng 5 năm 1994. Trong mỗi tập, Ross dạy về các kỹ thuật vẽ tranh phong cảnh bằng sơn dầu, và hoàn thành một bức tranh trong mỗi buổi học. Chương trình đi theo cùng một dạng với chương trình tiền nhiệm, The Magic of Oil Painting, với người dẫn chương trình Bill Alexander, người từng chỉ dạy Ross. Trong thời gian phát sóng, nó đã đạt 3 giải Emmy.

## Sản xuất
Được phát sóng bởi các đài truyền hình công cộng phi thương mại, mùa đầu tiên của chương trình được chiếu vào năm 1983, và ban đầu được sản xuất bởi WNVC tại Fall Church, Virginia, sau đó bởi WIPB ở Muncie, Indiana, từ năm 1984 cho đến khi chương trình kết thúc vào năm 1994, và sau đó được sản xuất bởi Blue Ridge Public Television ở Roanoke, Virginia. Hầu hết các tập đã được phân phối bởi American Public Television. Nó tiếp tục phát sóng trở lại tại Hoa Kỳ với tựa đề The Best of The Joy of Painting, với bộ sưu tập các bức tranh yêu thích của Bob Ross từ các mùa trước.

## Thể lệ (Format)
Mỗi chương trình dài 30 phút thường được bắt đầu bởi Ross (hoặc một khách mời), đứng trước một tấm phông với nền trắng hoặc đen, nền. Khách mời bao gồm người bạn lâu năm của Ross, Dana Jester, cùng với con trai của Ross, Steve người cựu hướng dẫn của mình, John Thamm, và nhiều người khác. Trong chương trình kéo dài 30 phút, Ross đã vẽ đồ họa màu sắc trên màn hình (điều này không được thực hiện trong các mùa trước), khi ông biến bức tranh trống thành một bức tranh phong cảnh tưởng tượng, sử dụng kỹ thuật vẽ tranh sơn dầu ướt, trong đó họa sĩ tiếp tục thêm sơn lên trên lớp sơn vẫn còn ướt thay vì chờ từng lớp sơn khô. Kết hợp phương pháp này với việc sử dụng các loại cọ vẽ 1 và 2 inch, cũng như dao vẽ, cho phép ông vẽ cây, nước, mây và núi chỉ trong vài giây.
Mỗi bức tranh sẽ bắt đầu với những nét đơn giản dường như không có gì khác ngoài những vệt màu. Khi ông thêm nhiều nét hơn, các đốm màu biến thành cảnh quan phức tạp. Khi ông vẽ, ông hướng dẫn người xem về các kỹ thuật ông đang sử dụng, ông thêm các bình luận mô tả "những đám mây nhỏ hạnh phúc" và "những cây nhỏ hạnh phúc" mà ông đang tạo ra. ông cũng sẽ có những đoạn phim gia đình về Ross với một chú sóc con, hươu, gấu trúc, cũng như một vài con vật nhỏ khác. Mỗi chương trình được quay trong thời gian thực với hai máy ảnh: một cảnh trung bình của Ross và khung vẽ của ông ấy, và một bức ảnh cận cảnh của khung vẽ hoặc bảng màu. Vào cuối mỗi tập phim, Ross được biết đến khi nói điều gì đó giống như, "Vì vậy, từ tất cả chúng ta ở đây, tôi muốn chúc bạn vẽ tranh vui vẻ, và Chúa phù hộ, bạn của tôi", và sau đó, đoạn credit chạy xuống, với bài hát chủ đề của chương trình.
Ross đã tạo ra ba phiên bản của mỗi bức tranh cho mỗi tập của chương trình. Cái đầu tiên, được vẽ trước khi ghi hình, ngồi trên giá vẽ, máy ảnh tắt và được Ross sử dụng làm mẫu để tạo bản sao thứ hai mà người xem thực sự đã xem ông vẽ. Sau khi ghi hình, Ross đã vẽ một phiên bản thứ ba chi tiết hơn để đưa vào sách hướng dẫn của mình. Tất cả ba phiên bản sau đó đã được tặng cho các đài PBS khác nhau.

## Các tập

### Season 1 (1983)
Mùa đầu tiên của The Joy of Painting được phát sóng trên nhiều đài PBS trên khắp bờ biển phía đông, nhưng khán giả thì nhỏ. Và chất lượng âm thanh và video rất kém, mùa đầu tiên có thể không bao giờ phát sóng trở lại. Bob sẽ phải tìm một ngôi nhà mới trên truyền hình công cộng. Lần này, tại WIPB ở Muncie, Indiana.
- A Walk in the Woods (ngày 11 tháng 1 năm 1983)
- Mount McKinley (ngày 11 tháng 1 năm 1983)
- Ebony Sunset (ngày 18 tháng 1 năm 1983)
- Winter Mist (ngày 25 tháng 1 năm 1983)
- Quiet Stream (ngày 1 tháng 2 năm 1983)
- Winter Moon (ngày 8 tháng 2 năm 1983)
- Autumn Mountains (ngày 15 tháng 2 năm 1983)
- Peaceful Valley (ngày 22 tháng 2 năm 1983)
- Seascape (ngày 1 tháng 3 năm 1983)
- Mountain Lake (ngày 8 tháng 3 năm 1983)
- Winter Glow (ngày 15 tháng 3 năm 1983)
- Snowfall (ngày 22 tháng 3 năm 1983)
- Final Reflections (ngày 29 tháng 3 năm 1983)

### Season 2 (1983)
Bây giờ với khán giả toàn quốc, The Joy of Painting được sản xuất bởi WIPB ở Muncie, Indiana. Tuy nhiên, WIPB vẫn tiếp tục sản xuất The Joy of Painting cho đến khi chương trình kết thúc vào năm 1994.
- Meadow Lake (ngày 31 tháng 8 năm 1983)
- Winter Sun (ngày 7 tháng 9 năm 1983)
- Ebony Sea (ngày 14 tháng 9 năm 1983)
- Shades of Gray (ngày 21 tháng 9 năm 1983)
- Autumn Splendor (ngày 28 tháng 9 năm 1983)
- Black River (ngày 5 tháng 10 năm 1983)
- Brown Mountain (ngày 12 tháng 10 năm 1983)
- Reflections (ngày 19 tháng 10 năm 1983)
- Black & White Seascape (ngày 26 tháng 10 năm 1983)
- Lazy River (ngày 2 tháng 11 năm 1983)
- Black Waterfall (ngày 9 tháng 11 năm 1983)
- Mountain Waterfall (ngày 16 tháng 11 năm 1983)
- Final Grace (ngày 23 tháng 11 năm 1983)

### Season 3 (1984)
- Mountain Retreat (ngày 4 tháng 1 năm 1984)
- Blue Moon (ngày 11 tháng 1 năm 1984)
- Bubbling Stream (ngày 18 tháng 1 năm 1984)
- Winter Night (ngày 25 tháng 1 năm 1984)
- Distant Hills (ngày 1 tháng 2 năm 1984)
- Covered Bridge (ngày 8 tháng 2 năm 1984)
- Quiet Inlet (ngày 15 tháng 2 năm 1984)
- Night Light (ngày 22 tháng 2 năm 1984)
- The Old Mill (ngày 1 tháng 3 năm 1984)
- Campfire (ngày 8 tháng 3 năm 1984)
- Rustic Barn (ngày 15 tháng 3 năm 1984)
- Hidden Lake (ngày 22 tháng 3 năm 1984)
- Peaceful Waters (ngày 29 tháng 3 năm 1984)

### Season 4 (1984)
- Purple Splendor (ngày 5 tháng 9 năm 1984)
- Tranquil Valley (ngày 12 tháng 9 năm 1984)
- Majestic Mountains (ngày 19 tháng 9 năm 1984)
- Winter Sawscape (ngày 26 tháng 9 năm 1984)
- Evening Seascape (ngày 3 tháng 10 năm 1984)
- Warm Summer Day (ngày 10 tháng 10 năm 1984)
- Cabin in the Woods (ngày 17 tháng 10 năm 1984)
- Wetlands (ngày 24 tháng 10 năm 1984)
- Cool Waters (ngày 31 tháng 10 năm 1984)
- Quiet Woods (ngày 7 tháng 11 năm 1984)
- Northwest Majesty (ngày 14 tháng 11 năm 1984)
- Autumn Days (ngày 21 tháng 11 năm 1984)
- Mountain Challenge (ngày 28 tháng 11 năm 1984)

### Season 5 (1985)
- Mountain Waterfall (ngày 2 tháng 1 năm 1985)
- Twilight Meadow (ngày 9 tháng 1 năm 1985)
- Mountain Blossoms (ngày 16 tháng 1 năm 1985)
- Winter Stillness (ngày 23 tháng 1 năm 1985)
- Quiet Pond (ngày 30 tháng 1 năm 1985)
- Ocean Sunrise (ngày 6 tháng 2 năm 1985)
- Bubbling Brook (ngày 13 tháng 2 năm 1985)
- Arizona Splendor (ngày 20 tháng 2 năm 1985)
- Anatomy of a Wave (ngày 27 tháng 2 năm 1985)
- The Windmill (ngày 6 tháng 3 năm 1985)
- Autumn Glory (ngày 13 tháng 3 năm 1985)
- Indian Girl (ngày 20 tháng 3 năm 1985)
- Meadow Stream (ngày 27 tháng 3 năm 1985)

### Season 6 (1985)
- Blue River (ngày 1 tháng 5 năm 1985)
- Nature's Edge (ngày 8 tháng 5 năm 1985)
- Morning Mist (ngày 15 tháng 5 năm 1985)
- Whispering Stream (ngày 22 tháng 5 năm 1985)
- Secluded Forest (ngày 29 tháng 5 năm 1985)
- Snow Trail (ngày 5 tháng 6 năm 1985)
- Arctic Beauty (ngày 12 tháng 6 năm 1985)
- Horizons West (ngày 19 tháng 6 năm 1985)
- High Chateau (ngày 26 tháng 6 năm 1985)
- Country Life (ngày 2 tháng 7 năm 1985)
- Western Expanse (ngày 9 tháng 7 năm 1985)
- Marshlands (ngày 16 tháng 7 năm 1985)
- Blaze of Color (ngày 23 tháng 7 năm 1985)

### Season 7 (1985)
- Winter Cabin (ngày 2 tháng 10 năm 1985)
- Secluded Lake (ngày 9 tháng 10 năm 1985)
- Evergreen at Sunset (ngày 16 tháng 10 năm 1985)
- Mountain Cabin (ngày 23 tháng 10 năm 1985)
- Portrait of Sally (ngày 30 tháng 10 năm 1985)
- Misty Waterfall (ngày 6 tháng 11 năm 1985)
- Barn at Sunset (ngày 13 tháng 11 năm 1985)
- Mountain Splendor (ngày 20 tháng 11 năm 1985)
- Lake by Mountain (ngày 27 tháng 11 năm 1985)
- Mountain Glory (ngày 6 tháng 12 năm 1985)
- Grey Winter (ngày 13 tháng 12 năm 1985)
- Dock Scene (ngày 20 tháng 12 năm 1985)
- Dark Waterfall (ngày 27 tháng 12 năm 1985)

### Season 8 (1986)
- Misty Rolling Hills (ngày 2 tháng 1 năm 1986)
- Lakeside Cabin (ngày 9 tháng 1 năm 1986)
- Warm Winter Day (ngày 16 tháng 1 năm 1986)
- Waterside Way (ngày 23 tháng 1 năm 1986)
- Hunter's Haven (ngày 30 tháng 1 năm 1986)
- Bubbling Mountain (ngày 6 tháng 2 năm 1986)
- Winter Hideaway (ngày 13 tháng 2 năm 1986)
- Foot of the Mountain (ngày 20 tháng 2 năm 1986)
- Majestic Pine (ngày 27 tháng 2 năm 1986)
- Cactus at Sunset (ngày 6 tháng 3 năm 1986)
- Mountain Range (ngày 13 tháng 3 năm 1986)
- Lonely Retreat (ngày 20 tháng 3 năm 1986)
- Northern Lights (ngày 27 tháng 3 năm 1986)

### Season 9 (1986)
- Winter Evergreens (ngày 30 tháng 4 năm 1986)
- Surf's Up (ngày 7 tháng 5 năm 1986)
- Red Sunset (ngày 14 tháng 5 năm 1986)
- Meadow Road (ngày 21 tháng 5 năm 1986)
- Winter Oval (ngày 28 tháng 5 năm 1986)
- Secluded Beach (ngày 4 tháng 6 năm 1986)
- Forest Hills (ngày 11 tháng 6 năm 1986)
- Little House by the Road (ngày 18 tháng 6 năm 1986)
- Mountain Pass (ngày 25 tháng 6 năm 1986)
- Country Charm (ngày 2 tháng 7 năm 1986)
- Nature's Paradise (ngày 9 tháng 7 năm 1986)
- Mountain by the Sea (ngày 16 tháng 7 năm 1986)
- Mountain Hideaway (ngày 23 tháng 7 năm 1986)

### Season 10 (1986)
- Towering Peaks (ngày 3 tháng 9 năm 1986)
- Cabin at Sunset (ngày 10 tháng 9 năm 1986)
- Twin Falls (ngày 17 tháng 9 năm 1986)
- Secluded Bridge (ngày 24 tháng 9 năm 1986)
- Ocean Breeze (ngày 1 tháng 10 năm 1986)
- Autumn Woods (ngày 8 tháng 10 năm 1986)
- Winter Solitude (ngày 15 tháng 10 năm 1986)
- Golden Sunset (ngày 22 tháng 10 năm 1986)
- Mountain Oval (ngày 29 tháng 10 năm 1986)
- Ocean Sunset (ngày 5 tháng 11 năm 1986)
- Triple View (ngày 12 tháng 11 năm 1986)
- Winter Frost (ngày 19 tháng 11 năm 1986)
- Lakeside Cabin (ngày 26 tháng 11 năm 1986)

### Season 11 (1986-1987)
- Mountain Stream (ngày 31 tháng 12 năm 1986)
- Country Cabin (ngày 7 tháng 1 năm 1987)
- Daisy Delight (ngày 14 tháng 1 năm 1987)
- Hidden Stream (ngày 21 tháng 1 năm 1987)
- Towering Glacier (ngày 28 tháng 1 năm 1987)
- Oval Barn (ngày 4 tháng 2 năm 1987)
- Lakeside Path (ngày 11 tháng 2 năm 1987)
- Sunset Oval (ngày 18 tháng 2 năm 1987)
- Winter Barn (ngày 25 tháng 2 năm 1987)
- Sunset Over the Waves (ngày 4 tháng 3 năm 1987)
- Golden Glow (ngày 11 tháng 3 năm 1987)
- Roadside Barn (ngày 18 tháng 3 năm 1987)
- Happy Accident (ngày 25 tháng 3 năm 1987)

### Season 12 (1987)
- Golden Knoll (ngày 29 tháng 4 năm 1987)
- Mountain Reflections (ngày 6 tháng 5 năm 1987)
- Secluded Mountain (ngày 13 tháng 5 năm 1987)
- Bright Autumn Trees (ngày 20 tháng 5 năm 1987)
- Black Seascape (ngày 27 tháng 5 năm 1987)
- Steep Mountains (ngày 3 tháng 6 năm 1987)
- Quiet Mountain River (ngày 10 tháng 6 năm 1987)
- Evening Waterfall (ngày 17 tháng 6 năm 1987)
- Tropical Seascape (ngày 24 tháng 6 năm 1987)
- Mountain at Sunset (ngày 1 tháng 7 năm 1987)
- Soft Mountain Glow (ngày 8 tháng 7 năm 1987)
- Mountain in an Oval (ngày 15 tháng 7 năm 1987)
- Winter Mountain (ngày 22 tháng 7 năm 1987)

### Season 13 (1987)
- Rolling Hills (ngày 2 tháng 9 năm 1987)
- Frozen Solitude (ngày 9 tháng 9 năm 1987)
- Meadow Brook (ngày 16 tháng 9 năm 1987)
- Evening Sunset (ngày 23 tháng 9 năm 1987)
- Mountain View (ngày 30 tháng 9 năm 1987)
- Hidden Creek (ngày 7 tháng 10 năm 1987)
- Peaceful Haven (ngày 14 tháng 10 năm 1987)
- Mountain Exhibition (ngày 21 tháng 10 năm 1987)
- Emerald Waters (ngày 28 tháng 10 năm 1987)
- Mountain Summit (ngày 4 tháng 11 năm 1987)
- Cabin Hideaway (ngày 11 tháng 11 năm 1987)
- Oval Essence (ngày 18 tháng 11 năm 1987)
- Lost Lake (ngày 25 tháng 11 năm 1987)

### Season 14 (1987-1988)
- Distant Mountains (ngày 30 tháng 12 năm 1987)
- Meadow Brook Surprise (ngày 6 tháng 1 năm 1988)
- Mountain Moonlight Oval (ngày 13 tháng 1 năm 1988)
- Snowy Solitude (ngày 20 tháng 1 năm 1988)
- Mountain River (ngày 27 tháng 1 năm 1988)
- Graceful Mountains (ngày 3 tháng 2 năm 1988)
- Windy Waves (ngày 10 tháng 2 năm 1988)
- On a Clear Day (ngày 17 tháng 2 năm 1988)
- Riverside Escape Oval (ngày 24 tháng 2 năm 1988)
- Surprising Falls (ngày 2 tháng 3 năm 1988)
- Shadow Pond (ngày 9 tháng 3 năm 1988)
- Misty Forest (ngày 16 tháng 3 năm 1988)
- Natural Wonder (ngày 23 tháng 3 năm 1988)

### Season 15 (1988)
- Splendor of Winter (ngày 27 tháng 4 năm 1988)
- Colors of Nature (ngày 4 tháng 5 năm 1988)
- Grandpa's Barn (ngày 11 tháng 5 năm 1988)
- Peaceful Reflections (ngày 18 tháng 5 năm 1988)
- Hidden Winter Moon Oval (ngày 25 tháng 5 năm 1988)
- Waves of Wonder (ngày 1 tháng 6 năm 1988)
- Cabin by the Pond (ngày 8 tháng 6 năm 1988)
- Fall Stream (ngày 15 tháng 6 năm 1988)
- Christmas Eve Snow (ngày 22 tháng 6 năm 1988)
- Forest Dawn Oval (ngày 29 tháng 6 năm 1988)
- Pathway to Autumn (ngày 6 tháng 7 năm 1988)
- Deep Forest Lake (ngày 13 tháng 7 năm 1988)
- Peaks of Majesty (ngày 20 tháng 7 năm 1988)

### Season 16 (1988)
- Two Seasons (ngày 17 tháng 8 năm 1988)
- Nestled Cabin (August 24, 1988)
- Wintertime Discovery (August 31, 1988)
- Mountain Mirage (September 7, 1988)
- Double Oval Fantasy (September 14, 1988)
- Contemplative Lady (September 21, 1988)
- Deep Woods (September 28, 1988)
- High Tide (October 5, 1988)
- Barn in Snow Oval (October 12, 1988)
- That Time of Year (October 19, 1988)
- Waterfall Wonder (October 26, 1988)
- Mighty Mountain Lake (November 2, 1988)
- Wooded Stream Oval (November 9, 1988)

### Season 17 (1989)
- Golden Mist Oval (January 4, 1989)
- Old Place Home (January 11, 1989)
- Soothing Vista (January 18, 1989)
- Stormy Seas (January 25, 1989)
- Country Time (February 1, 1989)
- A Mild Winter's Day (February 8, 1989)
- Spectacular Waterfall (February 15, 1989)
- View From the Park (February 22, 1989)
- Lake View (March 1, 1989)
- Old Country Mill (March 8, 1989)
- Morning Walk (March 15, 1989)
- Nature's Splendor (March 22, 1989)
- Mountain Beauty (March 29, 1989)

### Season 18 (1989)
- Half Oval Vignette (July 5, 1989)
- Absolutely Autumn (July 12, 1989)
- Mountain Seclusion (July 19, 1989)
- Crimson Oval (July 26, 1989)
- Autumn Exhibition (August 2, 1989)
- Majestic Peaks (August 9, 1989)
- Golden Morning Mist (August 16, 1989)
- Winter Lace (August 23, 1989)
- Seascape Fantasy (August 30, 1989)
- Double Oval Stream (September 6, 1989)
- Enchanted Forest (September 13, 1989)
- Southwest Serenity (September 20, 1989)
- Rippling Waters (September 27, 1989)

### Season 19 (1990)
- Snowfall Magic (January 3, 1990)
- Quiet Mountain Lake (January 10, 1990)
- Final Embers of Sunlight (January 17, 1990)
- Snowy Morn (January 24, 1990)
- Camper's Haven (January 31, 1990)
- Waterfall in the Woods (February 7, 1990)
- Covered Bridge Oval (February 14, 1990)
- Scenic Seclusion (February 21, 1990)
- Ebb Tide (February 28, 1990)
- After the Rain (March 7, 1990)
- Winter Elegance (March 14, 1990)
- Evening's Peace (March 21, 1990)
- Valley of Tranquility (March 28, 1990)

### Season 20 (1990)
- Mystic Mountain (April 4, 1990)
- New Day's Dawn (April 11, 1990)
- Pastel Winter (April 18, 1990)
- Hazy Day (April 25, 1990)
- Divine Elegance (May 2, 1990)
- Cliffside (May 9, 1990)
- Autumn Fantasy (May 16, 1990)
- Old Oak Tree (May 23, 1990)
- Winter Paradise (May 30, 1990)
- Days Gone By (June 6, 1990)
- Change of Seasons (June 13, 1990)
- Hidden Delight (June 20, 1990)
- Double Take (June 27, 1990)

### Season 21 (1990)
- Valley View (September 5, 1990)
- Tranquil Dawn (September 12, 1990)
- Royal Majesty (September 19, 1990)
- Serenity (September 26, 1990)
- Cabin at Trial's End (October 3, 1990)
- Mountain Rhapsody (October 10, 1990)
- Wilderness Cabin (October 17, 1990)
- By the Sea (October 24, 1990)
- Indian Summer (October 31, 1990)
- Blue Winter (November 7, 1990)
- Desert Glow (November 14, 1990)
- Lone Mountain (November 21, 1990)
- Florida's Glory (November 28, 1990)

### Season 22 (1991)
- Autumn Images (January 1, 1991)
- Hint of Springtime (January 8, 1991)
- Around the Bend (January 15, 1991)
- Countryside Oval (January 22, 1991)
- Russet Winter (January 29, 1991)
- Purple Haze (February 5, 1991)
- Dimensions (February 12, 1991)
- Deep Wilderness Home (February 19, 1991)
- Haven in the Valley (February 26, 1991)
- Wintertime Blues (March 5, 1991)
- Pastel Seascape (March 12, 1991)
- Country Creek (March 19, 1991)
- Silent Forest (March 26, 1991)

### Season 23 (1991)
- Frosty Winter Morn (September 3, 1991)
- Forest Edge (September 10, 1991)
- Mountain Ridge Lake (September 17, 1991)
- Reflections of Gold (September 24, 1991)
- Quiet Cove (October 1, 1991)
- River's Peace (October 8, 1991)
- At Dawn's Light (October 15, 1991)
- Valley Waterfall (October 22, 1991)
- Toward Day's End (October 29, 1991)
- Falls in the Glen (November 5, 1991)
- Frozen Beauty in Vignette (November 12, 1991)
- Crimson Tide (November 19, 1991)
- Winter Bliss (November 26, 1991)

### Season 24 (1992)
- Grey Mountain (January 7, 1992)
- Wayside Pond (January 14, 1992)
- Teton Winter (January 21, 1992)
- Little Home in the Meadow (January 28, 1992)
- Pretty Autumn Day (February 4, 1992)
- Mirrored Images (February 11, 1992)
- Back-Country Path (February 18, 1992)
- Graceful Waterfall (February 25, 1992)
- Icy Lake (March 3, 1992)
- Rowboat on the Beach (March 10, 1992)
- Portrait of Winter (March 17, 1992)
- Footbridge (March 24, 1992)
- Snowbound Cabin (March 31, 1992)

### Season 25 (1992)
- Hide-a-Way Cove (August 25, 1992)
- Enchanted Falls Oval (September 1, 1992)
- Not Quite Spring (September 8, 1992)
- Splashes of Autumn (September 15, 1992)
- Summer in the Mountains (September 22, 1992)
- Oriental Falls (September 29, 1992)
- Autumn Palette (October 6, 1992)
- Cypress Swamp (October 13, 1992)
- Downstream View (October 20, 1992)
- Just Before the Storm (October 27, 1992)
- Fisherman's Paradise (November 3, 1992)
- Desert Hues (November 10, 1992)
- The Property Line (November 17, 1992)

### Season 26 (1992-1993)
- In the Stillness of Morning (December 1, 1992)
- Delightful Meadow Home (December 8, 1992)
- First Snow (December 15, 1992)
- Lake in the Valley (December 22, 1992)
- A Trace of Spring (December 29, 1992)
- An Arctic Winter Day (January 5, 1993)
- Snow Birch (January 12, 1993)
- Early Autumn (January 19, 1993)
- Tranquil Wooded Stream (January 26, 1993)
- Purple Mountain Range (February 2, 1993)
- Storm's a Comin' (February 9, 1993)
- Sunset Aglow (February 16, 1993)
- Evening at the Falls (February 23, 1993)

### Season 27 (1993)
- Twilight Beauty (March 2, 1993)
- Angler's Haven (March 9, 1993)
- Rustic Winter Woods (March 16, 1993)
- Wilderness Falls (March 23, 1993)
- Winter at the Farm (March 30, 1993)
- Daisies at Dawn (April 6, 1993)
- A Spectacular View (April 13, 1993)
- Daybreak (April 20, 1993)
- Island Paradise (April 27, 1993)
- Sunlight in the Shadows (May 4, 1993)
- Splendor of a Snowy Winter (May 11, 1993)
- Forest River (May 18, 1993)
- Golden Glow of Morning (May 20, 1993)

### Season 28 (1993)
- Fisherman's Trail (May 25, 1993)
- A Warm Winter (June 1, 1993)
- Under Pastel Skies (June 8, 1993)
- Golden Rays of Sunlight (June 15, 1993)
- The Magic of Fall (June 22, 1993)
- Glacier Lake (June 29, 1993)
- The Old Weathered Barn (July 6, 1993)
- Deep Forest Falls
- Winter's Grace
- Splendor of Autumn
- Tranquil Seas
- Mountain Serenity
- Home Before Nightfall

### Season 29 (1993)
- Island in the Wilderness (August 24, 1993)
- Autumn Oval (August 31, 1993)
- Seasonal Progression (September 7, 1993)
- Light at the Summit (September 14, 1993)
- Countryside Barn (September 21, 1993)
- Mountain Lake Falls (September 28, 1993)
- Cypress Creek (October 5, 1993)
- Trapper's Cabin (October 12, 1993)
- Storm on the Horizon (October 19, 1993)
- Pot O' Posies (October 26, 1993)
- A Perfect Winter Day (November 2, 1993)
- Aurora's Dance (November 9, 1993)
- Woodsman's Retreat (November 16, 1993)

### Season 30 (1993-1994)
- Babbling Brook (November 23, 1993)
- Woodgrain View (November 30, 1993)
- Winter's Peace (December 7, 1993)
- Wilderness Trail (December 14, 1993)
- A Copper Winter (December 21, 1993)
- Misty Foothills (December 28, 1993)
- Through the Window (January 4, 1994)
- Home in the Valley (January 11, 1994)
- Mountains of Grace (January 18, 1994)
- Seaside Harmony (January 25, 1994)
- A Cold Spring Day (February 1, 1994)
- Evening's Glow (February 8, 1994)
- Blue Ridge Falls (February 15, 1994)

### Season 31 (1994)
The 31st and final season of The Joy of Painting aired on PBS in 1994, before the death of Bob Ross on July 4, 1995.
- Reflections of Calm (February 22, 1994)
- Before the Snowfall (March 1, 1994)
- Winding Stream (March 8, 1994)
- Tranquility Cove (March 15, 1994)
- Cabin in the Hollow (March 22, 1994)
- View From Clear Creek (March 29, 1994)
- Bridge to Autumn (April 5, 1994)
- Trail's End (April 12, 1994)
- Evergreen Valley (April 19, 1994)
- Balmy Beach (April 26, 1994)
- Lake at the Ridge (May 3, 1994)
- In the Midst of Winter (May 10, 1994)
- Wilderness Day (May 17, 1994)

## Di sản
Là một phần trong buổi ra mắt Twitch Creative, Twitch.tv đã phát trực tiếp mọi tập của The Joy of Painting trong khoảng thời gian chín ngày bắt đầu từ ngày 29 tháng 10 năm 2015, ngày sinh nhật thứ 73 của Ross. Twitch báo cáo rằng 5,6 triệu khán giả đã xem cuộc đua marathon và do sự phổ biến của nó, đã tạo ra một bản phát sóng lại hàng tuần của tất cả 31 mùa The Joy of Painting để phát sóng trên Twitch vào mỗi thứ Hai từ tháng 11 năm 2015 trở đi, và sẽ có một cuộc đua marathon vào mỗi ngày 29 tháng 10. Một phần doanh thu quảng cáo đã được hứa cho các tổ chức từ thiện, bao gồm Bệnh viện nghiên cứu St. Jude Children Sự kiện này cũng được lặp lại vào ngày 29 tháng 10 năm 2016 cho sinh nhật lần thứ 74 của ông.
In 1993, Năm 1993, Ross thực hiện quảng cáo truyền hình cho MTV.
Trong năm 2015, tất cả 403 tập phim Niềm vui vẽ tranh đã được thêm vào kênh YouTube chính thức của Bob Ross.
Năm 1994, Bob Ross xuất hiện trên Bill Nye the Science Guy, nơi anh thực hiện một đoạn tự nhại mang tên "The Artistic Eye with Bob Ross".
Vào tháng 6 năm 2016, Netflix đã đóng gói lại một số tập phim 1991 The1992 của The Joy of Painting dưới biệt danh Beauty Is Everywhere. Gói thứ hai của các tập có tựa đề Chill with Bob Ross đã được thêm vào tháng 12.
Vào tháng 11 năm 2017, đoạn giới thiệu đầu tiên cho bộ phim Deadpool 2 đã được phát hành, với sự nhại lại của The Joy of Painting.